# Листовиден морски дракон
Вижте пояснителната страница за други значения на Дракон.
Листовиден морски дракон (Phycodurus eques) е риба от семейство иглови (Syngnathidae). Те са единственият представител на род Phycodurus. Имат интересна форма на тялото образувана от многобройни издатини под формата на листа. Така рибата наподобява на плуващо морско водорасло. Задвижването ̀и се извършва от гръдните и гръбната перка, които са прозрачни, непрекъснато се движат и почти не могат да бъдат забелязани.

## Разпространение
Листовидният морски дракон обитава водите на Индийския океан близо до южното и западното крайбрежие на Австралия. Приблизителното разпространение е западно от остров Кенгуру до Джуриън бей, северно от Пърт. Рибата е официална морска емблема на Южна Австралия. Според генетични изследвания настоящият вид е представен от два отделни генетично различни вида, които имат и собствени географски местообитания. Представителите на вида обитават океанските води на дълбочина до 50 метра. Те често се крият сред скали и морски водорасли. Листовидните морски дракони са сред често наблюдаваните и атрактивни рибки в района на Аделаида.

## Описание
На външен вид много прилича на морското конче. Израстъците по тялото наподобяващи на листа допълнително му придават вид на митичен дракон. За разлика от морското конче представителите на вида не могат да свиват опашката към тялото си. Тялото им е малко по-дълго и достига до размери 20 — 24 cm. Малкият дракон има дълга тръбовидна муцунка, завършваща с уста. Храни се с планктон, малки рибки, ракообразни и скариди. За разлика от други видове риба, хранещи се с подобни организми, този няма зъби. Цветът на тялото може да се променя в зависимост от диетата, възрастта, местоположението и нивото на стреса у рибата.
Камуфлажните израстъци не се използват при движението на рибките. Тази роля е изпълнявана от перките. Наблюдавани са случаи, когато дракончето може да стои продължително на едно място (до 68 часа). В други случаи скоростта му е около 150 метра на час.

## Размножаване
Женските снасят до 250 яркорозови яйца, които се оплождат от мъжките екземпляри. За разлика от морските кончета самците не притежават торбичка, където яйцата да престоят до излюпване. За тази цел яйцата се отлагат в областта на опашката. След около 9 седмици те започват да се излюпват. Малките са миниатюрни копия на своите родители. В първите месеци се хранят със зоопланктон. Оцеляват едва 5% от новоизлюпените. Половата зрялост настъпва на 28 месечна възраст.

## Природозащитен статут
Листовидните морски дракони са обект на много заплахи. Поради красивия си външен вид представляват интерес на колекционери, използват се и в алтернативната медицина. Те са уязвими още от момента на излюпването си. Представителите са бавни плувци и това допълнително намалява шанса им да избягат от хищници. Морските дракончета често са жертва на морски бури. След тях много рибки се изхвърлят по плажовете на южна Австралия. Допълнителен ефект оказва и замърсяването на морската вода в резултат на човешката дейност. Поради това те са официално защитени от федералното правителство на Австралия.